# Душан Стојковић
Душан Стојковић (Београд, 1948) српски је књижевник, критичар, историчар и преводилац.

## Биографија
Рођен 1948. године у Београду. Дипломирао југословенску и светску књижевност на Београдском универзитету 1971. Пише поезију, кратку прозу, књижевну критику. Антологичар. Бави се књижевном историјом. Магистрирао књижевност 1974. године. Радио као професор српског језика у младеновачкој гимназији од 1973. до 2010. До сада је објавио преко 550 текстова у разним књигама, листовима и часописима. Говори француски и италијански, а преводи са словеначког језика. Превео је са словеначког 2010. књигу Гравитације Иве Јевтић. Превођен је на енглески, шведски, македонски, чешки и италијански језик. Живи и ради у Младеновцу. Био заменик председника општине Младеновац од 2002. до 2008.

## Опус у периодици
Сарадник је многих листова и часописа, као што су: Савременик, Књижевност, Књижевне новине, Политика, Вечерње новости, Летопис Матице српске, Кораци (Крагујевац), Повеља (Краљево), Траг (Врбас), Наш траг (Велика Плана), Градина (Ниш), Стварање (Подгорица), Бдење (Сврљиг), Багдала (Крушевац), Стиг (Мало Црниће), Домети (Сомбор), Школски час, Зенит, Браничево (Пожаревац), Ослобођење (Сарајево), Ликовни живот, Развитак (Зајечар), Буктиња (Неготин), Луча (Суботица), Американски Србобран, Српске народне новине (Будимпешта), Serbian Literary Magazine, Акт (Ваљево), Цвет шљиве (Ваљево), Улазница (Зрењанин), Свитак (Пожега), Нова зора (Бања Лука), Свеске (Панчево), Слободна реч, Стремљења (Приштина), Mons Aureus (Смедерево), Липар (Крагујевац), Видело (Панчево) итд.

### Награде
Добитник неколиких награда: Октобарске студентске награде 1971, Прве награде на Фестивалу југословенске поезије младих у Врбасу 1973, Прве награде за кратку причу часописа Акт 2005, Златне плакете Мирко Петковић (Неготин) 2007. итд.

### Члан жирија, редакција, управа
Стојковић је члан жирија за доделу књижевних награда Повеља „Карађорђе“ и "Милан Ракић“.
Уредник Шумадијских метафора (Младеновац). Заменик главног уредника часописа Акт (Ваљево). Члан управе Удружења књижевника Србије.

### Објављене књиге
- Прст речи, Предантологија младеновачких песника, Гимназија, Младеновац, 1998.
- Речи у излогу града, Антологија младеновачких песника, Шумадијске метафоре, Библиотека Коста Ђукић, Младеновац, 1999.
- Речник дубровачког језика, Гимназија, Младеновац, 2000.
- Поетски театар, Антологија песама професора и ученика Гимназије у Младеновцу, Младеновац, 2000.
- (са Миланом Павловићем) Неизбрисиви трагови, Поезија победника Шумадијских метафора, Шумадијске метафоре, Библиотека Деспот Стефан Лазаревић, Младеновац, 2002.
- Небо језика, Антологија младеновачке прозе, Шумадијске метафоре, Библиотека Деспот Стефан Лазаревић, Младеновац, 2002.
- Хук душе, Антологија младеновачке есејистике I-II, Шумадијске метафоре, Библиотека Деспот Стефан Лазаревић, Младеновац, 2003.
- Тело у телу, Антологија српске еротске поезије, Гео, Младеновац, 2003.
- Мало сунце, Сабране песме, „Шумадијске метафоре“, Младеновац, Библиотека „Деспот Стефан Лазаревић“, Младеновац, Библиотека града Београда, Београд, 2004.
- Лирски бруј Шумадије, антологија песама шумадијских песника (1804-2004), Шумадијске метафоре, Библиотека града Београда, Библиотека Деспот Стефан Лазаревић, Младеновац, 2004.
- Снови бића, Антологија младеновачких преводилаца, Шумадијске метафоре, Библиотека града Београда, Библиотека Деспот Стефан Лазаревић, 2004.
- Дах речи, Антологија младеновачке књижевности за децу, Шумадијске метафоре, Библиотека града Београда, Библиотека Деспот Стефан Лазаревић, Младеновац, 2005.
- И снови и јава, Aнтологија младеновачке драме, I-II, Шумадијске метафоре, Библиотека града Београда, Библиотека Деспот Стефан Лазаревић, Младеновац, 2005.
- Рудници снова, Антологија младеновачке поезије, Шумадијске метафоре, Библиотека града Београда, Библиотека Деспот Стефан Лазаревић, Младеновац, 2006.
- Граматика смрти, Именице, Антологија песама песника самоубица, Шумадијске метафоре, Библиотека града Београда, Библиотека Деспот Стефан Лазаревић, Младеновац, 2006.
- Сневомрак, кафкијаде, Шумадијске метафоре, Библиотека града Београда, Библиотека Деспот Стефан Лазаревић, Младеновац, 2006.
- (са Данијелом Т. Богојевић и другима) Ритам одраза, алманах, Матична библиотека Љубомир Ненадовић, Ваљево, 2006.
- (са Даницом Диковић-Ћургуз и другима), Миодраг Д. Игњатовић (Поетика и етика), КДПРС, Београд, 2006.
- Зрневље светлости, Антологија стваралаштва (поезија и кратка проза) слепих, Савез слепих Србије, Београд, 2007.
- Граматика смрти, Прироци, Антологија песама о самоубиству и самоубицама, Шумадијске метафоре, Библиотека града Београда, Библиотека Деспот Стефан Лазаревић, Младеновац, 2007.
- Срце откуцава, Цветник песама са Шумадијских метафора 1988–2007, Шумадијске метафоре, Библиотека града Београда, Библиотека Деспот Стефан Лаза- ревић, Младеновац, 2007.
- Каталог младеновачких писаца и публициста, Шумадијске метафоре, Библиотека града Београда, Библиотека Деспот Стефан Лазаревић, Младеновац, 2007.
- Баштиници и сапутници, Субјективна историја младеновачке поезије, Шумадијске метафоре, Библиотека града Београда, Библиотека Деспот Стефан Лазаревић, Младеновац, 2007.
- Сновни словар (Приче о Сигналу), Матична библиотека Љубомир Ненадовић, Ваљево, 2007.
- Граматика смрти, Танатолошки речник, Шумадијске метафоре, Библиотека града Београда, Библиотека Деспот Стефан Лазаревић, Младеновац, 2008.
- смртКовање / смртКовење (Изабране песме на српском и македонском језику), Арка, Смедерево (2008)
- Граматика смрти – Проза–Ида, Приче писаца самоубица, Шумадијске метафоре, Библиотека града Београда, Библиотека „Деспот Стефан Лазаревић“, Младеновац, 2009.
- Хлеб камена и неба (Текстови о сврљишким песницима), Књажевац, 2010.
- Жубор метафизичког, Огледи о српским песницима, Алтера, Београд, 2010.
- Зрнасти снови, Критички текстови и студије о стваралаштву Дејана Богојевића, Књижевни клуб „Бранко Миљковић“, Књажевац, 2010.
- Граматика смрти – Проза – Idem, Туђоземци, Проза са мотивом самоубиства, Центар за културу Младеновац, Шумадијске метафоре, Библиотека „Деспот Стефан Лазаревић“, Младеновац, 2010.
- (са Дејаном Богојевићем), Зрнца, Антологија српске најкраће прозе, Легенда, Чачак, 2010.

#### Приређене књиге
- Милорад Петровић Сељанчица, Девојче, враже... 2000.
- Радомир Андрић, Језни жедник (Изабрана поезија), 2002.
- Мома Димић, Изабране песме, 2003.
- Мома Димић, Одлазак у Неменикуће (Изабрани путописи), 2003.
- Дејан Богојевић, Пет кругова ватре (Изабране песме), 2004.
- Бранислав Бојић, Ожиљци снова (Изабране песме), 2006.
- Дејан Богојевић, Пре песка (Избор из стваралаштва), 2006.
- Деспот Стефан Лазаревић, Слово љубве, 2007.
- Песничка плејада (Добитници повеље Карађорђе), 2008.
- Српски песници у дијаспори (Субјективна антологија), Бдење, Књажевац / Сврљиг, бр. 17, 2008, стр. 82–138.
- Мома Димић, Велики паликућа (песме), 2009.
- Ристо Василевски, Време, гласови (Изабране песме), 2009.
- Никола Цинцар Попоски, Насип, 2009.
- Најбоље од Власте Шаркаменца, 2009.
- Сто (Поводом сто књига Шумадијских метафора), Младеновац, 2010.
- Мирослав Лукић, Las vilajet (Изабране песме), Младеновац, 2010.
- И тамно и дубоко, Критика о поезији Мирослава Тодоровића, Нишки културни центар, 2010.
- Зоран М. Мандић, Кафкина фонтана, избор из поезије, Младеновац, 2012.